# Xine
xine é um reprodutor de mídia de código aberto, disponível para Linux, Solaris e OS/2. Ele executa vários formatos de arquivos multimídia, incluindo formatos proprietários.